# Liste der Monuments historiques in Canly
Die Liste der Monuments historiques in Canly führt die Monuments historiques in der französischen Gemeinde Canly auf.

## Liste der Objekte
| Bezeichnung                           | Beschreibung                                                       | Standort                       | Kennzeichnung | Schutzstatus | Datum | Bild |
| ------------------------------------- | ------------------------------------------------------------------ | ------------------------------ | ------------- | ------------ | ----- | ---- |
| Skulpturengruppe Unterweisung Mariens | Eichenholz, polychrom gefasst, erstes Viertel des 17. Jahrhunderts | in der Kirche St-Martin (Lage) | PM60000439    | Classé       | 1913  |      |